# 25 واط
25 واط (بالإنجليزية: 25 Watts)‏ هو فيلم دراما كوميدية أوروغوياني من عام 2004 من إخراج وتأليف خوان بابلو ريبيلا وبابلو ستول. الفيلم المستقل من بطولة النجوم دانيال هندلر، خورخي تيمبوني، ألفونسو تورت. تلقى الفيلم ما مجموعه عشرة جوائز وثلاثة ترشيحات إضافية، بما في ذلك جائزة أفضل فيلم روائي طويل في مهرجان روتردام السينمائي الدولي، جائزة أفضل أول فيلم في مهرجان هافانا السينمائي، وغيرها.

## الحبكة
يغطي الفيلم 24 ساعة من حياة ثلاث شبان الشوارع في مونتيفيديو. تدور القصة حول ثلاثة شبان، ليتشي، خافي وسيبا، في محاولة للبقاء على قيد الحياة حتى يوم الأحد. ولديهم الكثير من المشاكل بخصوص الدراسة والفتيات حياتهم تتكون في معظمها من الشرب أونوم أو لقاء مع ناس غرباء مثل فتى التسليم المجنون والمتخلفين مدمنين المخدرات والكاتب الفلسفي في محل أستئجار الفيديو.
ينال خافي وظيفة قيادة شاحنة صوتيات والتي تشغل نفس محطة راديو بقعة المعكرونة طوال اليوم، بينما صديقه ليتشي والذي من المفترض أن يكون يدرس لأمتحاناته، بدلاً من ذلك يجد نفسه واقع بتخيلات جنسية حول معلمته، ويتم التربص بسيبا من قبل حفنة من صغار تجار المخدرات في حين أن كل ما يريد القيام به هو الذهاب إلى المنزل ومشاهدة الأفلام الإباحية فهو مجرد مستأجرة.

## الكادر
- دانيال هندلر بدور ليتشه
- خورخي تيمبوني بدور خافي
- ألفونسو تورت بدور سيبا
- فالنتاين ريفيرو بدور هيرنان، الصديقة الشقراء
- والتر رينوبدور دون هيكتور، رئيس خافي
- داميان باريرا بدور خوسيلو، ابن هيكتور
- سيزار هيريرا بدور الجار في المصعد
- جوديث أنايا بدور جدة ليتشه
- فيديريكو فييروخ بدور جيرارديتو
- فاليريا مندييتا بدور ماريا
- سيلفيو سييلسكي بدور بيتوفو، مهووس موسوعة غينيس
- كلاوديو مارتينيز بدور كيوي، الشاب مع الكرة
- تيريسيتا غونزاليس بدور الجار مع الكرسي
- روبرتو سواريز بدور جيبيتو، رجل البيتزا
- جونزالو إيهيرابيدي بدور سانديا، مالك نادي الفيديو
- روبرت مور بدور رولو، المدمن
- كارولينا بريسنو بدور بياتريس
- ناتشو مندي بدور تشوبو، صديق رولو
- ليو ترينكابيلي بدور مينتشاكا، صديق رولو
- لويس فياسانتي بدور النادل
- مارسيلو رامون بدور الحارس
- دانيال ميلا بدور لالو، صديق بياتريز

## المعرض
المعاينة الأولى للفيلم كانت في مهرجان روتردام السينمائي الدولي في هولندا في 28 كانون الثاني / يناير 2001 ولكن لم يعرض في أوروغواي حتى 1 يونيو / حزيران.
تم عرض الصورة في مهرجانات سينمائية مختلفة، بما في ذلك: مهرجان كارلوفي فاري السينمائي، جمهورية التشيك؛ مهرجان هلسنكي الدولي السينمائي في فنلندا؛ مهرجان وارسو السينمائي، بولندا؛ مهرجان ميديلين دي بيليكولا، كولومبيا؛ مهرجان أمريكا اللاتينية السينمائي، بولندا.

## الأستقبال
ديبورا يونغ، الناقدة السينمائية في مجلة فاريتي ومراسلة في مهرجان روتردام السينمائي، أعطت الفيلم مراجعة مختلطة وكتبت «عرض نادر من أوروغواي، 25 واط يصور دالي حياة قاتمة لثلاثة أولاد مراهقين في حي مونتيفيديو كئيب. لا قصة تروى، المديرين المبتدئين خوان بابلو ريبيلا وبابلو ستول يضعان الكثير من الإيمان في كلب مشنوق وأسلوب فكاهة-جيم جارموش وتأكيد بتكرار الحوار وعدسة B&W المسطحة ومجموعات محدودة. وشدد عليها الحوار المتكرر—والتي فازت بواحدة من ثلاث جوائز النمر جائزة التحكيم الشاب في روتردام—يفتقر إلى شرارة الإلهام التي من شأنها إنجاح هذه الصيغة، ومن المرجح أن يتم تشغيل معظم المشاهدين لتغطية فترة طويلة قبل نهاية الحدث».

## الجوائز
الفوز
- جمعية نقاد السينما الأوروغوياني: UFCA جائزة أفضل فيلم أوروغواي؛ 2001.
- مهرجان بوغوتا السينمائي: ذكر شرفي، خوان بابلو ريبيلا؛ لتركيزه على مشاكل الشباب اليوم; 2001.
- مهرجان بوينس آيرس الدولي للسينما المستقلة: لأفضل ممثل دانيال هندلر وخورخي تيمبوني وألفونسو تورت; جائزة الاتحاد الدولي للنقاد السينمائيين خوان بابلو ريبيلا وبابلو ستول؛ لحقن الفكاهة، الطاقة البصرية والحوار اللذيذ في فيلم بصيغة 'المتهرب'؛ 2001.
- سينما جوف - مهرجان فالنسيا السينمائي الدولي، إسبانيا: جائزة الجمهور، فيلم روائي، بابلو ستول وخوان بابلو ريبيلا; تذكير مميز، فيلم روائي، بابلو ستول وخوان بابلو ريبيلا; 2001.
- مهرجان هافانا السينمائي: كورال، أفضل أول عمل، بابلو ستول وخوان بابلو ريبيلا; 2001.
- مهرجان ليما أمريكا اللاتينية السينمائي: أفضل سيناريو، خوان بابلو ريبيلا وبابلو ستول; 2001.
- مهرجان روتردام السينمائي الدولي: جائزة MovieZone، خوان بابلو ريبيلا وبابلو ستول; جائزة النمر، خوان بابلو ريبيلا وبابلو ستول; 2001.

الترشيحات
- مهرجان بوغوتا السينمائي: دائرة جولدن بريكولومبيان، أفضل فيلم، خوان بابلو ريبيلا وبابلو ستول; 2001.
- مهرجان بوينس آيرس الدولي للسينما المستقلة: أفضل فيلم، خوان بابلو ريبيلا وبابلو ستول; 2001.
- مهرجان غرامادو السينمائي، البرازيل: غولدن كيكيتو، مسابقة الأفلام اللاتينية - أفضل فيلم، خوان بابلو ريبيلا وبابلو ستول; 2001.

## وصلات خارجية
- 25 واط على موقع IMDb (الإنجليزية)
- 25 واط على موقع روتن توميتوز (الإنجليزية)
- 25 واط على موقع نتفليكس (الإنجليزية)
- 25 واط على موقع ألو سيني (الفرنسية)
- 25 واط على موقع Turner Classic Movies (الإنجليزية)
- 25 واط على موقع أول موفي (الإنجليزية)
- 25 واط على موقع فيلمافينيتي (الإسبانية)
- 25 واط على موقع قاعدة بيانات الفيلم (الإنجليزية)
- 25 واط على موقع ليتربوكسد (الإنجليزية)
- 25 واط على موقع كينوبويسك (الروسية)
- 25 واط مراجعة الفيلم في La Nacion فرناندو لوبيز (بالإسبانية)
- 25 Watts film trailer على يوتيوب